# Cité Pottier
La cité Pottier est une voie du 19e arrondissement de Paris, en France.

## Situation et accès
La cité Pottier est une voie située dans le 19e arrondissement de Paris. Elle débute au 44, rue Curial et se termine en impasse.

## Origine du nom
La rue tire son nom de celui d'un ancien  propriétaire local.

## Historique
Cette voie est ouverte vers 1883 sous le nom de « passage Pottier » avant de prendre sa dénomination actuelle.